# Szánkó az 1994. évi téli olimpiai játékokon
Az 1994. évi téli olimpiai játékokon a szánkó versenyszámait  Lillehammerben rendezték meg február 13. és 18. között.
A férfiaknak 2 versenyszámban, a nőknek 1 versenyszámban osztottak érmeket.

## Éremtáblázat
(Az egyes számoszlopok legmagasabb értéke, vagy értékei vastagítással kiemelve.)
| Az 1994. évi téli olimpiai játékok éremtáblázata szánkóban | Az 1994. évi téli olimpiai játékok éremtáblázata szánkóban | Az 1994. évi téli olimpiai játékok éremtáblázata szánkóban | Az 1994. évi téli olimpiai játékok éremtáblázata szánkóban | Az 1994. évi téli olimpiai játékok éremtáblázata szánkóban | Olimpia  |
| ---------------------------------------------------------- | ---------------------------------------------------------- | ---------------------------------------------------------- | ---------------------------------------------------------- | ---------------------------------------------------------- | -------- |
|                                                            | Ország                                                     | Arany                                                      | Ezüst                                                      | Bronz                                                      | Összesen |
| 1.                                                         | Olaszország (ITA)                                          | 2                                                          | 1                                                          | 1                                                          | 4        |
| 2.                                                         | Németország (GER)                                          | 1                                                          | 1                                                          | 1                                                          | 3        |
|                                                            |                                                            |                                                            |                                                            |                                                            |          |
| 3.                                                         | Ausztria (AUT)                                             | 0                                                          | 1                                                          | 1                                                          | 2        |
|                                                            |                                                            |                                                            |                                                            |                                                            |          |
| Összesen                                                   | Összesen                                                   | 3                                                          | 3                                                          | 3                                                          | 9        |

## Érmesek
| Az 1994. évi téli olimpiai játékok érmesei szánkóban |                                                   |          |                                                    |          |                                                  |          |
| Versenyszám                                          | Arany                                             | Arany    | Ezüst                                              | Ezüst    | Bronz                                            | Bronz    |
| Férfi egyes                                          | Georg Hackl · Németország (GER)                   | 3:21,571 | Markus Prock · Ausztria (AUT)                      | 3:21,584 | Armin Zöggeler · Olaszország (ITA)               | 3:21,833 |
| Női egyes                                            | Gerda Weissensteiner · Olaszország (ITA)          | 3:15,517 | Susi Erdmann · Németország (GER)                   | 3:16,276 | Andrea Tagwerker · Ausztria (AUT)                | 3:16,652 |
| Kettes                                               | Olaszország (ITA) · Kurt Brugger · Wilfried Huber | 1:36,720 | Olaszország (ITA) · Hansjörg Raffl · Norbert Huber | 1:36,769 | Németország (GER) · Stefan Krauße · Jan Behrendt | 1:36,945 |